# Японское стандартное время

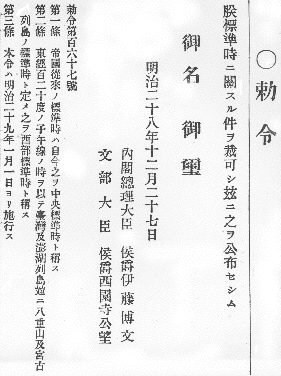
Императорский указ 167, подписанный 27 декабря 28 года Мэйдзи (1895).

Японское стандартное время или JST (яп. 日本標準時 Нихон Хё: дзюндзи или 中央標準時 Тю: о: Хё: дзюндзи) — стандартный часовой пояс Японии, на 9 часов опережающий всемирное координированное время. Например, когда по UTC полночь (00:00), по стандартному японскому времени 9 часов (09:00). Переход на летнее время отсутствует, хотя его введение ранее обсуждалось несколько раз.
Японское стандартное время соответствует корейскому стандартному времени, восточноиндонезийскому стандартному времени и (с 26 октября 2014 г.) якутскому времени. Во времена Второй мировой войны оно часто называлось западными странами Токийское стандартное время.